# Platypalpus cuipennis
Platypalpus cuipennis är en tvåvingeart som beskrevs av Axel Leonard Melander 1924. Platypalpus cuipennis ingår i släktet Platypalpus och familjen puckeldansflugor.
Artens utbredningsområde är Wisconsin. Inga underarter finns listade i Catalogue of Life.